# Eira (namn)

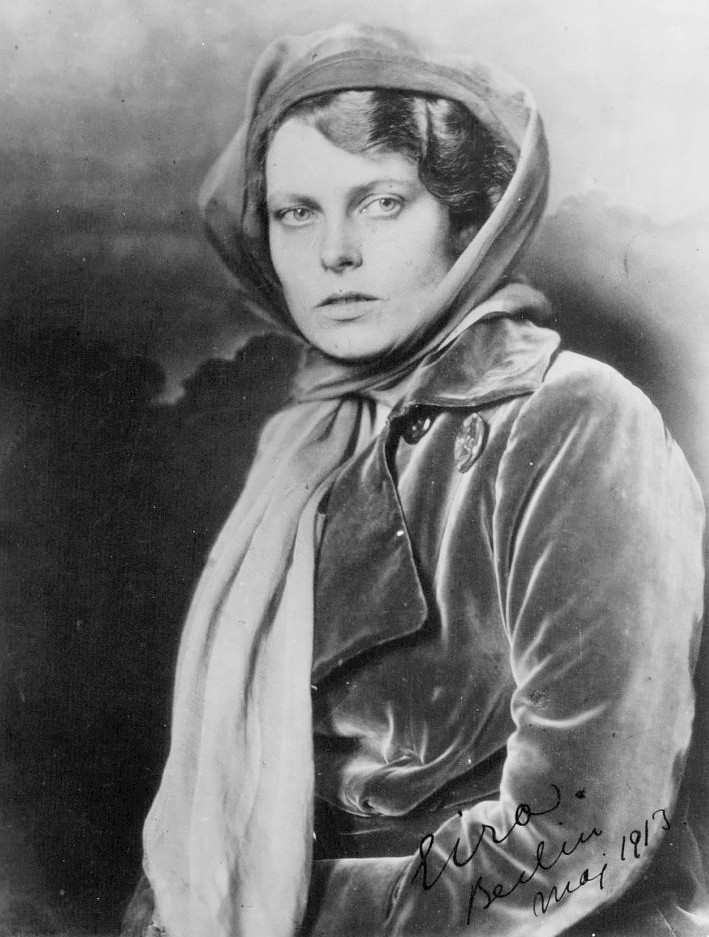
Eira Hellberg.

Eira är ett kvinnonamn som härstammar från den fornnordiska gudinnan Eir, läkekonstens gudinna. Namnet har använts i Sverige sedan slutet på 1800-talet.
Den 31 december 2014 fanns det totalt 1 945 kvinnor folkbokförda i Sverige med namnet Eira, varav 1 192 bar det som tilltalsnamn.
Namnsdag: i Sverige 24 januari. Namnet utgick 2001 från den svenska almanackan men beslutades år 2025 att återföras. Mellan 1993 och 2001 firades namnet 24 januari och mellan 1986 och 1993 10 februari. Namnet införs åter i almanackor år 2027. I den finlandssvenska namnsdagslängden har Eira namnsdag 9 augusti sedan 1973. Före det hade Eira namnsdag 21 september 1950–1972 och 12 april 1929–1951.

## Personer med namnet Eira
- Eira Hellberg, svensk författare
- Eira Stenberg, finländsk författare
- Eira Söderberg, svensk fabriksarbetare och dödsoffer vid Ådalshändelserna
- Eira Ullberg, svensk textilkonstnär